# Lego Znap
Les Lego Znap sont des jeux de construction distribués par le groupe Lego entre 1998 et 1999. Le système de jeu est pensé comme une réaction aux K'nex mais n'arrivera pas à détrôner ce concurrent sur le domaine de ces pièces de construction évoluées[non neutre]. Moins d'une vingtaine de modèles sont créées avant que la série ne soit abandonnée.

## Sets

### 1998
- 3501 Jetcar
- 3502 Bi-wing
- 3503 Mini-sonic
- 3504 Hooktruck
- 3510 Polybag
- 3531 Tricycle
- 3532 Jetski
- 3551 Dino-Jet
- 3552 Hover-Sub
- 3571 Blackmobile
- 3581 Formula Z Car
- 3591 Heli-transport

### 1999
- 3505 Airplane
- 3506 Motorbike
- 3520 Forklift
- 3521 Racer
- 3554 Helicopter
- 3555 Jeep
- 3582 Ant

## Galerie

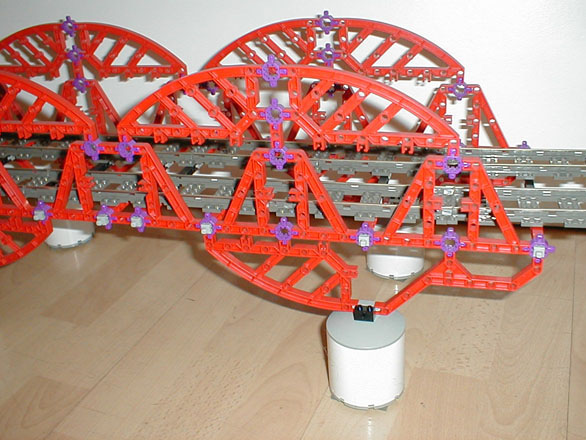
Un pont réalisé en Lego Znap
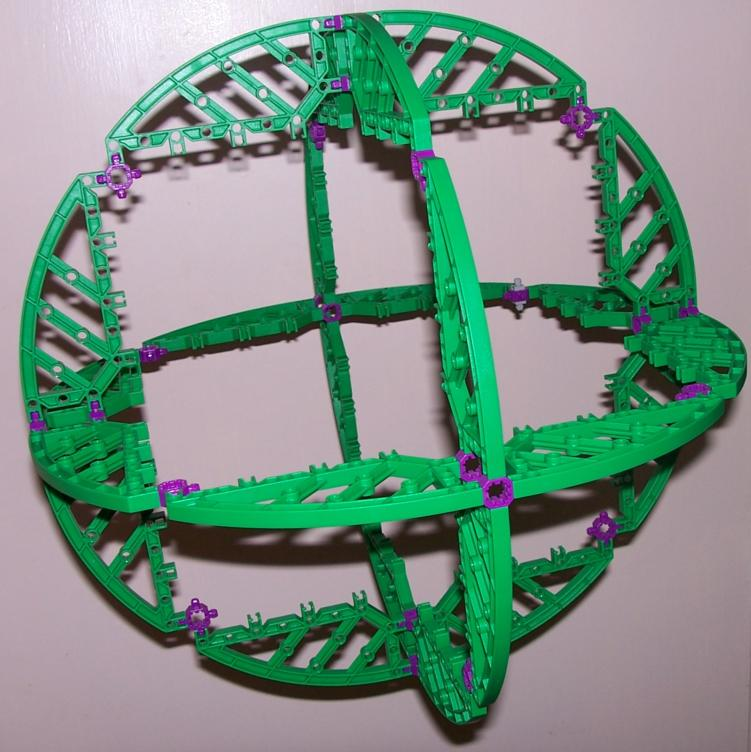
Balle Lego Znap